# Frankipfahl
Der Frankipfahl ist ein aus bewehrtem Ortbeton bestehendes Gründungselement mit Pfahlfuß aus gestampftem Ortbeton. Der Pfahl ist nach seinem Erfinder, Edgard Frankignoul, benannt.

## Einsatz
Der Pfahl kann in einem breiten Spektrum von Baugrundverhältnissen als Tiefgründungselement für Bauwerke aller Art, wie z. B. Verkehrsbauwerke, Industriegebäude, Docksohlen, Kranbahnen, Windenergieanlagen u. v. m., eingesetzt werden. Besondere Vorteile bietet er dort, wo hohe Lasten abgetragen werden sollen oder der gut tragfähige Baugrund erst in großen Tiefen ansteht. Das Pfahlsystem verfügt über eine Vielzahl von Ausführungsvarianten, so dass es individuell den verschiedensten Baugrundverhältnissen und Baustellensituationen angepasst werden kann.
Es können sowohl Lotpfähle als auch Schrägpfähle bis 4:1 geneigt ausgeführt werden, dazu ist der Pfahl aufgrund seiner Fußaufweitung auch für die Aufnahme von Zuglasten geeignet.

## Herstellungsverfahren
Es handelt sich um einen Ortbetonrammpfahl mit wiedergewonnenem Vortreibrohr. Dieses wird unten mit einem Pfropfen aus trockenem Beton- oder Kiessand wasserdicht verschlossen. Ein im Rohr arbeitender Freifallbär schlägt auf diesen Pfropfen und rammt dadurch das Rohr solange in den Boden, bis tragfähiger Baugrund erreicht wird. Die dabei geleistete Rammarbeit (Anzahl Schläge/m) ist ein Maß für die Tragfähigkeit des Bodens am jeweiligen Pfahlstandort. Nach Erreichen der Solltiefe bzw. der Rammkriterien werden der Pfropfen gelöst und die erforderliche Fußbetonmenge ausgestampft. Anschließend wird ein Bewehrungskorb aus Betonstahl eingestellt, Beton eingefüllt und das Vortreibrohr wieder gezogen.
Sollte der anstehende Boden in der vorgesehenen Absetztiefe keine ausreichende Tragfähigkeit besitzen, kann vor Herstellung des Pfahlfußes eine Bodenverbesserung mittels Kiesvorverdichtung ausgeführt werden. Hierbei wird der Boden in einem entsprechenden Bereich unterhalb und oberhalb der Pfahlabsetztiefe durch Ausstampfen von Kies verbessert. Übliche Gebrauchslasten je Pfahl sind in Abhängigkeit vom Pfahldurchmesser und Boden 1500–3500 kN. Übliche Pfahlschaftdurchmesser sind 42–61 cm. Die Bemessung und die Herstellung erfolgt nach DIN 1054 und DIN EN 12699.

## Umweltverträglichkeit
Die Innenrammung reduziert Emissionen. Bei geeigneten Randbedingungen sind Gründungen mit diesem Pfahlsystem auch in der Nähe bestehender Bauwerke möglich. Durch die volle Bodenverdrängung entfällt eine Förderung von Bodenmaterial, Auflockerungen im Boden sind daher ausgeschlossen. Das Pfahlsystem eignet sich auch für Bauvorhaben an kontaminierten Standorten.